# ビットグルーヴ
株式会社ビットグルーヴは、日本のゲームソフト開発会社。

## 概要
2011年設立。代表取締役は村田幸史。事業所は京都府京都市下京区。
ゲームソフトの受託開発を主力業務とするが、教育分野の組込みソフトも手掛ける。
代表作は、太鼓の達人プラス、KINGDOM HEARTS Unchained χ、漢字計算ミラクルタッチ（専用機器向け教育ソフト）など。
社名の由来は、コンピュータが扱うデータの最小単位である”bit”と、音楽用語でリズムの気持ちよさを表す”groove”を組み合わせた造語。

## 沿革
2010年、現代表の村田が個人事務所として創業。
2011年に、太鼓の達人プラス（App Store版）、進研ゼミ会員向け電子教具ソフトウェアを手掛け、同年9月、京都市下京区にて「株式会社ビットグルーヴ」を設立。
会社設立直前のスタッフ数は４名で、全員がプログラマーであった。初期のメンバーは、仕事が無くなったフリーランスとリストラ社員で、決してベンチャーなどと言えるものではなかった。
2012年には、グラフィックデザイナーを増員し、ムービー制作の受注を開始した。
2013年、同社が開発に協力した、『ファイナルファンタジー オール ザ ブレイベスト』が、株式会社スクウェア・エニックスからリリースされた。
設立から3年ほどは、失注の恐怖から、来た仕事は全部受けるスタイルで、スタッフ数より案件数が多いこともあった。また、孫請け、曾孫請けは当たり前で、労働環境は決して良いとは言えなかった。当時開発していた商品は、企業のキャンペーンアプリ、電子式学習機、発売前ソフトの体験版化、ストリーミングラジオアプリなど、多岐にわたる。
2015年9月、同社が開発協力した、『キングダム ハーツ アンチェインド キー』が日本国内でリリースされた。
また2016年4月には、同作品の北米版である『Kingdom Hearts Unchained χ』がリリースされた。同社は国内版と同様に開発協力を行った。
2018年9月、『すばらしきこのせかい -Final Remix- 』が発売された。同社はデモムービーの高画質化とワイド画面対応の作業で開発協力を行った。
2018年11月、京都市中京区で開催された『ゲーム業界労働環境セミナー／ゲーム、ワーク、ライフ、バランス』に代表の村田が登壇し、同社の歩みや良好な労働環境を整えるための取り組みなどを紹介した。
2019年に発売された『キングダム ハーツIII』では、UIデザインの一部で開発協力を行った。
2024年には、小学校1年生から中学校3年生を対象にした、東京書籍株式会社のデジタルドリル教材『タブドリLive!』の開発に協力したと公表した。